# Miao de Xinzhai
Le miao de Xinzhai est une langue hmong-mien parlée dans le Sud du Guizhou, en Chine, par des Hmongs.

## Situation géographique
Le miao de Xinzhai est le parler hmong de la localité de Xinzhai située dans le canton de Wengdao qui se trouve dans la région de Dayi. Celle-ci est rattachée au Xian de Wangmo, dans le centre sud du Guizhou.
Les locuteurs font partie de la nationalité miao de Chine.

## Classification interne
Le miao de Xinzhai est classé par les linguistiques chinois dans la branche hmonguique de la famille des langues hmong-mien. Il fait partie d'un groupe appelé chuanqiandian. À l'intérieur de celui-ci il est rattaché au sous-groupe mashan, comme le miao de Shuijingping. Il constitue peut-être un des parlers centraux du mashan.

## Phonologie
Les tableaux présentent les phonèmes vocaliques et consonantiques du miao de Xianzhi.

### Voyelles
|         | Antérieure | Postérieure |
| ------- | ---------- | ----------- |
| Fermée  | i [i]      | ɯ [ɯ] u [u] |
| Moyenne |            | o [o]       |
| Ouverte |            | ɑ [ɑ]       |

### Diphtongues et rimes
Le miao parlé à Xinzhai compte six diphtongues, qui sont, [ei], [ɑi], [ɑo], [ou], [ɔu] et [ɑɯ].
Les autres rimes ne sont qu'au nombre de deux et sont [ɑŋ] et [oŋ].

### Consonnes
|               |               | Bilabiales | Alvéolaires | Alvéolaires | Alv.-pal. | Vélaires | Glottales |
| ------------- | ------------- | ---------- | ----------- | ----------- | --------- | -------- | --------- |
| Centrales     | Latérales     | Bilabiales |             |             | Alv.-pal. | Vélaires | Glottales |
| Occlusives    | Sourde        | p [p]      | t [t]       |             |           | k [k]    | ʔ [ʔ]     |
| Occlusives    | Palatalisées  | pj [pʲ]    |             |             |           |          |           |
| Occlusives    | Latérales     | pl [pl]    | tl [tl]     |             |           |          |           |
| Occlusives    |               | mp [m͡p]    | nt [n͡t]     |             |           | ŋk [ŋ͡k]  |           |
| Occlusives    | Palatalisées  | mpj [m͡pʲ]  |             |             |           |          |           |
| Occlusives    |               | mpl [m͡pl]  | ntl [n͡tl]   |             |           |          |           |
| Fricatives    | sourdes       |            | s [s]       |             | ɕ [ɕ]     |          | h [h]     |
| Fricatives    | Sonore        |            | z [z]       |             | ʑ [ʑ]     |          | ɦ [ɦ]     |
| Fricatives    | Labialisées   |            |             |             |           |          | hw [hʷ]   |
| Affriquées    | Sourdes       |            | ts [t͡s]     |             | tɕ [t͡ɕ]   |          |           |
| Affriquées    | Prénasal.     |            | nts [n͡t͡s]   |             | ntɕ [n͡t͡ɕ] |          |           |
| Liquides      | Liquides      |            |             | l [l]       |           |          |           |
| Nasales       | Sonores       | m [m]      | n [n]       |             | ȵ [ȵ]     | ŋ [ŋ]    |           |
| Nasales       | Palatalisées  | mj [mʲ]    |             |             |           |          |           |
| Semi-voyelles | Semi-voyelles | w [w]      |             |             |           |          |           |

### Une langue tonale
Le miao de Xinzhai est une langue tonale qui possède dix tons. Les tons égaux sont 33, 22, 11. Trois tons sont montants, 13, 35, 24. Deux sont descendants, 53 et 32. Enfin, un ton est montant-descendant et a la valeur 343.
Le shuijingping connaît le phénomène de sandhi tonal dans les mots composés. Quelques exemples de sandhi:
| Lexème       | Lexème      | mot composé | Traduction   |
| ------------ | ----------- | ----------- | ------------ |
| nɔu13 jour   | to55 venir  | nɔu13tho343 | aurore       |
| nɔu13 jour   | no35 ce     | nɔu13no13   | aujourd'hui  |
| tɔu33 enfant | ʑou13 petit | tou33ʑou32  | petit enfant |
| plou33 poil  | maɯ343 blé  | plou33maɯ53 | barbe de blé |